# Битва под Монте-Кассино
Би́тва под Мо́нте-Касси́но (англ. Battle of Monte Cassino, нем. Schlacht um Monte Cassino, фр. Bataille du Mont Cassin, итал. Battaglia di Montecassino, пол. Bitwa pod Monte Cassino) — серия из четырёх сражений, в результате которых войска антигитлеровской коалиции прорвали линию германских укреплений, известную как «Линия Густава», и овладели Римом.
В начале 1944 года западная часть «Линии Густава» находилась под германским контролем: немцы удерживали долины Рапидо, Лири и Гарильяно и некоторые прилежащие пики и горные хребты. Однако древнее аббатство Монте-Кассино, основанное святым Бенедиктом в 524 году н. э., не было ими занято, хотя германские войска и заняли оборонительные позиции на склонах горы, под стенами монастыря. 15 февраля аббатство, находящееся на вершине горы, которая возвышается над городом Кассино, было разрушено налётами американских бомбардировщиков B-17, B-25 и B-26.  Через два дня после бомбардировки германские десантники заняли руины, чтобы удерживать их. С 17 января по 19 мая укрепления «Линии Густава» штурмовались войсками антигитлеровской коалиции четыре раза: 19 мая они прорвали германскую оборону, начали наступление на Рим, и овладели им 4 июня 1944 года.

## Предыстория
За высадкой англо-американских войск в Италии под командованием Харольда Александера в сентябре 1943 года последовало их дальнейшее продвижение на север. Войска продвигались по двум направлениям, по обеим сторонам цепи гор и возвышенностей, формирующих «позвоночник» Италии. На западном фронте 5-я армия США под командованием генерал-лейтенанта Марка Уэйна Кларка выступила на север из Неаполя, на востоке полуострова 8-я британская армия сэра Бернарда Монтгомери также продвигалась на север, но вдоль адриатического побережья.
Продвижение 5-й армии было относительно медленным из-за тяжёлой пересечённой местности, неблагоприятной погоды и умело подготовленной германской обороны. Немцы сражались на приготовленных заранее позициях, стремясь нанести наступающим как можно больший ущерб. При необходимости немецкие войска отступали на север и занимали новые позиции. Таким образом, вермахт выигрывал время для сооружения мощной оборонительной линии к югу от Рима. Первоначальная оценка союзников, что Рим будет взят к октябрю 1943 года, оказалась слишком оптимистичной.
Несмотря на то, что на востоке, на адриатическом фронте 8-й британской армии, «Линия Густава» уже была частично нарушена и, в частности, была захвачена Ортона, продвижение союзников приостановилось из-за метелей, начавшихся в конце декабря — они сделали снабжение войск с воздуха и само их наступление практически невозможным. Таким образом, наступление на Рим с востока (шоссе № 5) было признано командованием нецелесообразным и бесперспективным.
Единственными возможными маршрутами наступления остались пути, соединяющие Рим с Неаполем: шоссе № 7 (древнеримская Аппиева дорога), проходящее вдоль западного побережья, но упирающееся к югу от Рима в болота, затопленные немцами, и шоссе № 6, пересекающее долину Лири. Над южным въездом в долину господствовала группа холмов, находящихся за городом Кассино. Вершины некоторых из них представляли собой прекрасные наблюдательные пункты, позволяющие германским войскам обнаружить присутствие союзников, предотвратить любое их продвижение и направлять на них артиллерийский огонь.
Среди других препятствий на пути продвижения союзных войск лежала река Рапидо. Эта небольшая река с быстрым течением брала своё начало в центральной части Апеннинских гор, протекала через Кассино и южную часть долины Лири, после которой река, называемая в тех местах уже Гарильяно, текла к морю. Кассино, со своими тяжело укреплёнными горными оборонительными пунктами и речными переправами (дополненными также затоплением немцами обширной территории с помощью временного перенаправления русла Рапидо) представлял собой важный элемент обороны в «Линии Густава» и всей германской обороны в центральной Италии.
Из-за важного исторического значения монастыря Монте-Кассино, фельдмаршал Альберт Кессельринг главнокомандующий германскими войсками в Италии, приказал (в декабре 1943) не включать монастырь в линию германской обороны. Существуют противоречивые мнения относительно того, как этот приказ был выполнен.
Некоторые разведывательные самолёты союзников замечали германских солдат внутри монастыря. Из монастыря было прекрасно видно все прилегающие холмы и долины, поэтому он представлял собой замечательную позицию для артиллерийских наблюдателей. Было ясно, что как только монастырь будет разрушен, германские войска займут на развалинах оборонительные позиции. В конечном счёте, однако, военные аргументы, стоящие за разрушение монастыря, основывались на его потенциальной угрозе (реальной или предполагаемой), а не на самом факте оккупации.

## Первое сражение

### Планы и приготовления

Первое сражение: план наступления Союзников

План командующего 5-й армией США генерала Кларка предусматривал атаку на левом фланге 30-километрового фронта силами британского 10-го корпуса (5-я и 56-я британские дивизии). 17 января корпус должен был переправиться через реку Гарильяно возле побережья. Британская 46-я пехотная дивизия должна была пересечь Гарильяно ниже того места, где река вытекает из долины Лири. Целью была поддержка главного удара, наносимого 2-м корпусом США справа от дивизии. Основной удар силами 2-го корпуса был запланирован на 20 января. Первой удар должна была нанести 36-я (техасская) пехотная дивизия США: она должна была пересечь реку Рапидо в 8 км ниже Кассино по течению и атаковать вражеские позиции. В то же время Французский экспедиционный корпус генерала Альфонса Жюэна должен был продолжить своё наступление на Монте-Каиро — важный оборонительный элемент в «Линии Густава» и «Линии Гитлера».
Существует мнение, что на самом деле, Кларк мало верил в возможность скорого прорыва, однако он чувствовал, что нанесённые атаки оттянут германские резервы из района Рима до 22 января, когда 6-й корпус США (1-я британская дивизия и 3-я дивизия США) совершит высадку в Анцио. Возлагались надежды на то, что высадка в Анцио, с её элементом неожиданности и быстрым продвижением вглубь страны, к Албанским горам, господствующим над шоссе 6 и 7, поставит под угрозу тыл защитников «Линии Густава» и их линии снабжения. Союзное командование рассчитывало, что это расстроит планы нацистов и заставит их отступить на позиции, находящиеся севернее Рима. Однако разведка союзников не поняла того, что вся германская стратегия медленного отступления ставила собой единственную цель — выиграть время для того, чтобы подготовить укрепления на «Линии Густава», которые германские войска собирались удерживать со всем упорством. Поэтому в этом плане оценка разведки оказалась слишком оптимистичной.
5-я армия достигла «Линии Густава» 15 января, преодолев за шесть недель тяжёлых боёв только 11 км: была пройдена германская оборонительная «линия Бернхардта», в прорыве которой было потеряно 16 000 солдат союзных сил наступающих. После трёх месяцев сражений севернее Неаполя войска были измотаны, у них не хватало времени для отдыха, реорганизации и подготовки к новому наступлению. Однако из-за того, что высадка в Анцио была назначена на конец января (средства для высадки были доступны только до начала февраля), скоординированное с ней наступление должно было начаться на несколько дней раньше.

### 17 января. Первая атака: 10-й корпус на левом фланге

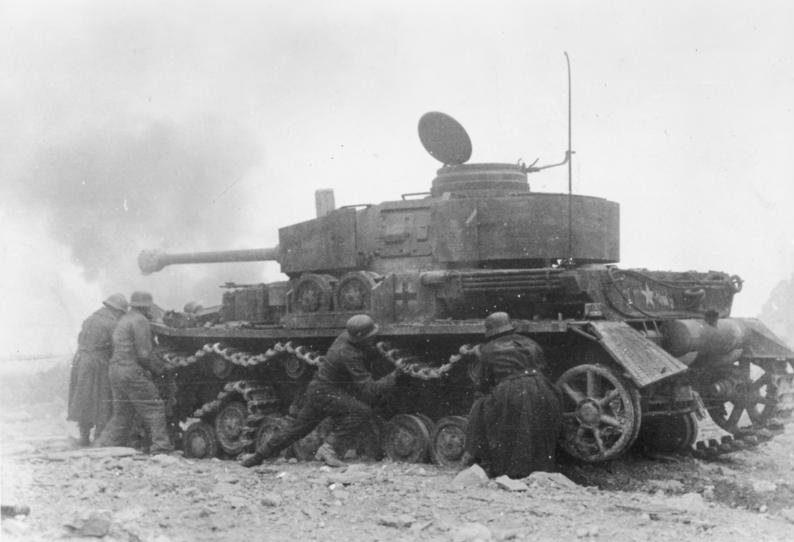
Экипаж немецкого танка PzKpfw IV пытается починить его ходовую часть, повреждённую в бою возле Монте-Кассино

Первая атака была произведена 17 января. У побережья 10-й британский корпус (56-я и 5-я дивизии) пересёк реку Гарильяно (через два дня его примеру последовала находящаяся справа 46-я британская дивизия). Эти атаки привели к тому, что у генерала Фридолина фон Зегнера, командира 14-го германского танкового корпуса и ответственного за оборону юго-западной части «Линии Густава», возникло беспокойство относительно того, сможет ли 94-я германская пехотная дивизия удержать оборону. Понимая беспокойство Зегнера, Кессельринг приказал 29-й и 90-й моторизованным дивизиям, расположенным в районе Рима, обеспечить подкрепление.
Существуют различные спекуляции относительно того, что было бы, если у 10-го корпуса были бы необходимые резервы для развития успеха и решительного прорыва. У корпуса не было дополнительных людей, но было время для того, чтобы изменить план сражения и отменить (или изменить) главное наступление силами 2-го корпуса США, чтобы перебросить людей в подкрепление на южный участок до того, как на позиции противника прибудет его подкрепление. Однако командование 5-й армии не оценило непрочности обороны германских позиций в этой части «Линии Густава» и план не был изменён. 21 января из окрестностей Рима прибыли две германских дивизии и положение германских войск стабилизировалось. План Союзников, однако, сработал в том, что резервы Кессельринга были оттянуты к югу.
Во время первой битвы три дивизии 10-го корпуса понесли потери в размере порядка 4000 человек.

### 20 января. Основная атака: 2-й корпус в центре
Основной удар 36-я пехотная дивизия нанесла через три часа после рассвета 20 января. Нехватка времени на подготовку к наступлению привела к тому, что приближение к реке стало опасным из-за нерасчищенных минных полей и других инженерных препятствий. Кроме того, такое предприятие, как форсирование реки, требовало определённого планирования и тренировки.
Хотя батальону 143-го полка удалось пересечь Рапидо у южной части Сан-Анджело, и две роты 141-го полка высадились на северной части, большую часть времени они оставались изолированными, так как танковым подразделениям не удалось попасть на ту сторону реки. Таким образом, перешедшие реку соединения оказались в крайне уязвимом положении перед контратаками 15-й моторизованной дивизии генерала Родта. К рассвету 21 января войска, находящиеся за рекой, были вынуждены отступить.
Генерал-майор Джеффри Киз, командующий 2-м корпусом, оказал давление на командира 36-й дивизии, генерал-майора Фреда Уокера с тем, чтобы тот немедленно возобновил атаку. Оба полка атаковали снова, против хорошо укрепившейся 15-й дивизии: 143-му полку удалось переправить эквивалентное двум батальонам количество войск, но, как и раньше, не было танковой поддержки. Войска были разбиты к рассвету следующего дня. 141-й полк тоже пересёк реку силами приблизительно двух батальонов и, несмотря на отсутствие танковой поддержки, продвинулся вглубь на километр. Но с рассветом они также были отрезаны и уничтожены: к вечеру 22 января полк буквально прекратил своё существование — только 40 человек вернулись назад. Атака оказалась дорогостоящим мероприятием — 36-я дивизия потеряла 2100 человек убитыми, ранеными и пропавшими без вести всего за 48 часов.

### 24 января. 2-й корпус действует севернее Кассино

Первое сражение: Северный сектор, 24 января — 11 февраля 1944

Следующее наступление было произведено 24 января. 2-й корпус США с 34-й пехотной дивизией США под командованием генерал-майора Чарльза Райдера в авангарде и французскими колониальными войсками на правом фланге пошёл в атаку через затопленную долину реки Рапидо севернее Кассино. Войска держали направление на находящиеся за долиной горы, с намерением затем свернуть влево и атаковать Кассино с возвышенности. Хоть пересечь Рапидо в верхнем её течении было гораздо легче, так как там имелись броды, затопление долины сделало продвижение через неё крайне тяжёлым — в частности, бронетанковые соединения могли передвигаться только по специально проложенным настилам. Из-за этих трудностей 34-я дивизия прошла через восемь дней кровопролитных боёв в заболоченной местности, прежде чем ей удалось потеснить 44-ю германскую пехотную дивизию генерала Франка и укрепиться у подножия гор.

### Французский корпус остановлен на правом фланге
Справа, французские войска хорошо продвинулись вперёд, отодвинув 5-ю германскую горную дивизию под командованием генерала Юлиуса Рингеля и заняв позиции на склонах своей первой цели — горы Чифалко. Передние соединения 3-й алжирской дивизии обошли гору Чифалко, чтобы захватить горы Бельведере и Колле Абате. Генерал Жуэн был убеждён в том, что Кассино можно обойти с севера, но его запрос о подкреплении не был удовлетворён, и единственное свободное соединение (из 36-й дивизии) было послано на усиление 34-й дивизии. К 31 января французам пришлось остановиться, оставив гору Чифалко, откуда хорошо просматривались фланги и пути снабжения союзников, в руках немцев. Две французские дивизии понесли в боях потери в размере 2500 человек.

### 2-й корпус в горах севернее Кассино
Боевой задачей 34-й дивизии США (усиленной 142-м полком 36-й дивизии) стало продвижение в южном направлении вдоль цепи холмов. Дивизия должна была выйти к пересечению хребтов на юге, там находилась гора, на которой стоял монастырь. После этого войска могли прорваться в долину Лири, находясь позади укреплений «линии Густава». Дивизия продвигалась с большим трудом: горы были скалистыми, с валунами, многочисленными ущельями и оврагами. Рытьё траншей и окопов оказалось невозможным, и войска оказались беззащитными перед немецким огнём. Ущелья, заросшие густой травой, были усеяны минами, ловушками и заграждениями из колючей проволоки, поставленными обороняющейся стороной. У немцев было более трёх месяцев для того, чтобы организовать оборонительные позиции в этих местах, и это время было использовано ими в полной мере. К тому же, для наступающих войск не существовало естественных укрытий и погода была сырая и очень холодная, с частыми морозами.
К началу февраля американская пехота захватила важную высоту около деревни Сан Онофрио, находящуюся немногим более полутора километров от аббатства, и 7 февраля один из батальонов занял высоту 445 — круглую вершину холма, находящегося прямо под монастырём, всего в 370 метрах от него. Отряд американцев совершил вылазку под стены монастыря, но безуспешно. Все попытки взять Монте-Кассино провалились из-за шквального пулемётного огня с германских позиций под монастырём. Несмотря на тяжёлые бои, 34-й дивизии так и не удалось захватить германские позиции на высоте 593 (известной немцам как гора Кальвари), удерживаемой 3-м батальоном 2-го германского парашютного полка. Эта высота являлась стратегически важной, так как она возвышалась над всем горным хребтом, ведущим к аббатству.

### Последствия
11 февраля, после последнего неудачного трёхдневного штурма монастырской горы и города Кассино, американцы отступили. После двух с половиной недель тяжелейших сражений, 2-й корпус США был истощён и разбит. Поведение в горных боях 34-й дивизии США до сих пор считается одним из величайших подвигов, совершённых солдатами на войне. Дивизия заплатила за это дорогую цену: её пехотные батальоны потеряли до 80 % личного состава, потери составили около 2200 человек.
В разгаре сражения, в первых числах февраля, генерал Фридолин фон Зенгер переместил 90-ю моторизованную дивизию из-под Гарильяно к северу от Кассино, опасаясь истощения оборонявшихся там войск. Он «… приложил весь свой авторитет для того, чтобы убедить начальство прервать сражение за Кассино и создать абсолютно новую линию обороны… позицию, находящуюся севернее места высадки союзников в Анцио». Кессельринг ответил на его запрос отказом. В критический момент фон Зенгер пустил в бой 71-ю пехотную дивизию, оставив пока 15-ю танковую дивизию на своём месте.
Во время сражения было несколько моментов, когда удачные исходные позиции, занятые в начале битвы, при большей проницательности и разумном использовании резервов могли быть обращены в абсолютное преимущество и решить во многом исход сражения. Некоторые историки винят в этих неудачах неопытность генерала Кларка. Однако, скорее всего, Кларк не смог обратить на эти детали внимания просто из-за того, что на него было возложено огромное количество задач: он отвечал и за наступление на Кассино, и за высадку в Анцио. Эта точка зрения косвенно поддерживается невозможностью генерала Траскотта застать Кларка во время четвёртой битвы за Монте-Кассино для того, чтобы обсудить с ним сложную обстановку под Анцио. В то время, как генерал Харольд Александер оставил командование войсками под Кассино и Анцио в руках одного человека и разделил фронт «Линии Густава» между 5-й американской и 8-й британской армиями, Кессельринг предпочёл передать командование 14-й армией под Анцио генералу Эберхарду фон Макензену, а «Линию Густава» — в руки командующего 10-й армией Генриха фон Фитингхоффа.

## Второе сражение

Второе сражение: план операции

### Предыстория
В то время как 6-й армейский корпус США, высадившийся у Анцио, находился под серьёзной угрозой, на Фрейберга оказывалось давление с целью проведения операции по облегчению положения войск у Кассино. Поэтому из-за необходимости заниматься одновременно боевыми действиями в нескольких совершенно разных местах американцы снова пошли в сражение не будучи полностью готовыми. Также командование корпуса не полностью представляло себе всю сложность переброски 4-й индийской дивизии в горы севернее Кассино и снабжения её там. В тех местах снабжение войск, находившихся в горах, могло вестись только через 11 км узкой горной тропы, проходящей в непосредственной близости от монастыря и простреливаемой находящейся возле аббатства германской артиллерией (впоследствии этот участок был назван «Долиной Смерти»). Тяжёлые условия, в которые была поставлена 4-я дивизия, были засвидетельствованы, в частности, генерал-майором Говардом Киппенбергером, командиром 2-й новозеландской дивизии. Уже после войны он писал:

«Бедному Димолину (Гарри Кеннет Димолин, командир 4-й индийской дивизии) выпала ужасно тяжёлая задача по выводу своей дивизии на позиции. Я никогда по-настоящему не оценивал те трудности, пока уже после войны сам не прошёл по тем местам.»
Оригинальный текст (англ.)«Poor Dimoline (Brigadier Dimoline, acting commander 4th of lndian Division) was having a dreadful time getting his division into position. I never really appreciated the difficulties until l went over the ground after the war.»

План Фрейберга представлял собой продолжение первого сражения: удар с севера, вдоль горных хребтов и удар с юго-востока, вдоль железнодорожных путей, целью которого был захват железнодорожной станции на другом берегу Рапидо, меньше чем в километре к югу от города Кассино. В случае успеха долина Лири была бы открыта для англо-американских войск. Однако Фрейберг поставил в известность своих командиров, что, по его убеждению, при текущем стечении обстоятельств шансы на успех в сражении были не выше 50 %.

### Разрушение аббатства
Постепенно всё большее внимание англо-американских войск привлекало к себе аббатство Монте-Кассино: с точки зрения офицеров именно оно и его предположительное использование в качестве наблюдательного пункта для германской артиллерии являлись главным препятствием в прорыве «линии Густава».
Британская пресса и журналист «Нью-Йорк Таймс» С. Л. Салцбергер часто, убедительно и в деталях (часто вымышленных) писали о немецких наблюдательных постах и артиллерийских позициях внутри аббатства. Генерал-лейтенант Айра Икер, командующий ВВС союзников в Средиземноморье, в сопровождении генерал-лейтенанта Джейкоба Л. Дэверса (представителя генерала сэра Генри Мэйтленда Уилсона, главнокомандующего союзными войсками в регионе) на борту самолёта совершил облёт территории аббатства. Он заметил «радиомачту… немецкую униформу, висящую на бельевых верёвках посреди монастырского двора, и пулемётные позиции в 50 ярдах (46 м) от стен аббатства». Генерал-майор Джеффри Киз также несколько раз облетал территорию, однако он сообщил штабу 5-й армии, что не заметил никаких следов немецкого присутствия внутри монастыря. Когда же ему сообщили о том, что другие заметили немцев в аббатстве, он ответил: «они так долго присматривались, что под конец начали видеть желаемое».
В штабе новозеландских войск, насколько можно судить по воспоминаниям генерал-майора Говарда Киппенбергера, придерживались мнения, что, возможно, монастырь используется немцами как главный пункт для артиллерийского наблюдения, так как при столь выгодном расположении аббатства ни одна сторона не воздержалась бы от использования его в качестве наблюдательного поста. Нет точных доказательств, подтверждающих это предположение, однако Киппенбергер писал, что с военной точки зрения текущее положение с оккупацией монастыря было несущественным:

«Если сегодня аббатство не оккупировано, то оно может быть оккупировано завтра, и кажется, что противнику не будет стоить большого труда ввести туда резервы во время атаки или укрыть в нём свои войска в случае, если их выбьют с прилежащих к монастырю позиций. Было невозможным приказать войскам штурмовать высоту, на которой стояло такое невредимое здание, способное укрыть несколько сот пехотинцев от огня артиллерии и готовое в критический момент выпустить их для контратаки. … Будучи неповреждённым, оно являлось хорошим укрытием, но в то же время, из-за своих узких окон и высокого профиля, оно было плохой оборонительной позицией. Будучи разбомбленным, оно превратилось в зубчатую кучу строительных обломков, открытых для эффективного огня из пушек, миномётов и авиации, а также смертельной ловушкой в случае повторной бомбёжки. В целом, я думал, что если бы оно оставалось нетронутым, оно было бы более полезным для немцев».
Оригинальный текст (англ.)«If not occupied today; it might be tomorrow and it did not appear it wouid be difficult for the enemy to bring reserves into it during an attack or for troops to take shelter there if driven from positions outside. It was impossible to ask troops to storm a hill surmounted by an intact building such as this, capable of sheltering several hundred infantry in perfect security from shellfire and ready at the ctitical moment to emerge and counter-attack. ... Undamaged it was a perfect shelter but with its narrow windows and level profiles an unsatisfactory fighting position. Smashed by bombing it was a jagged heap of broken masonry and debris open to effective fire fom guns, mortars and strafing planes as well as being a death trap if bombed again. On the whole l thought it would be more useful to the Germans if we left it unbombed.»

Генерал-майор Френсис Такер, чья 4-я индийская дивизия должна была захватить высоту, на которой стоял монастырь, произвёл собственную оценку ситуации. Из-за отсутствия подробной информации в штабе 5-й армии ему пришлось пользоваться найденной в неаполитанском книжном магазине книгой 1879 г. выпуска, в которой было описано устройство аббатства. В своём обращении к Фрейбергу Такер сделал вывод, что вне зависимости от того, оккупировано ли аббатство немцами на данный момент или нет, оно должно быть разрушено, чтобы устранить возможность использования его врагом в качестве укрепления. Он также указал на то, что при монастырских каменных стенах высотой в 46 м и толщиной по меньшей мере в 3 м, бесполезно приказывать военным инженерам задачу прорыва на территорию монастыря и что лишь бомбардировка аббатства так называемыми «бомбами блокбастер» сможет решить задачу, так как бомбардировка 1000-фунтовыми бомбами была бы, по словам Такера, «почти бесполезной».
11 февраля 1944 года действующий командир 4-й индийской дивизии, бригадир Гарри Димолин, запросил разрешение на бомбардировку Монте-Кассино. Такер снова разъяснил свою точку зрения, на этот раз лёжа в больничной кровати в госпитале города Казерта, где он проходил лечение от тяжёлого приступа тропической лихорадки. Фрейберг передал свой запрос 12 февраля. Запрос Фрейберга об атаке с воздуха был значительно расширен группой планировщиков из ВВС и, возможно, поддержан Айрой Икером и Джейкобом Деверсом. Они хотели использовать возможность для того, чтобы продемонстрировать способности ВВС США, связанные с поддержкой наземных операций.
Командующий 5-й армией генерал-лейтенант Марк Уэйн Кларк и начальник штаба генерал-майор Альфред Грюнтер остались неуверенными в «военной необходимости» для проведения авианалёта. Во время передачи позиции 2-го корпуса США новозеландскому корпусу бригадир Батлер, представитель 34-й американской дивизии, сказал: «Я не знаю, я не верю в то, что враг в монастыре. Весь огонь ведётся со склонов холма под монастырскими стенами.» Кларк заявил главнокомандующему союзными армиями в Италии генералу сэру Гарольду Александеру: «Дайте мне прямой приказ и мы это сделаем». Такой приказ Александером был дан.
Бомбардировка началась утром 15 февраля, в ней участвовали 142 самолёта B-17 «Летающая крепость», 47 машин B-25 «Митчелл» и 40 самолётов B-26 «Мародер». Всего в тот день на аббатство было сброшено 1150 тонн бомб, что превратило всю верхушку горы Монте-Кассино в дымящуюся груду обломков. В перерывах между атаками бомбардировщиков работала артиллерия союзников. Многие союзные солдаты и корреспонденты наблюдали за происходящим и остались довольны. Икер и Деверс также наблюдали; Жуэн заметил: «…нет, так они ничего не добьются.» Кларк и Грюнтер отказались наблюдать за происходящим и остались в своих штаб-квартирах. Тем же вечером и на следующий день артиллерия продолжила бомбить руины монастыря, вместе с очередным налётом 59 бомбардировщиков. В аббатстве не находилось ни единого немецкого солдата.
Время налёта авиации, однако, не было скоординировано с наземным командованием: в ВВС налёт разрабатывался как отдельная операция, принимались во внимание погодные условия, время проведения операции подстраивалось под требования других фронтов, запрашивающих авиационную поддержку. Налёт начался за три дня до того, как новозеландский корпус был готов организовать свою главную атаку. Многие части только что заняли позиции, принятые у 2-го американского корпуса 13 февраля. Кроме трудностей, поджидавших войска в горах, свежие войска в долине также были задержаны из-за затруднённого снабжения, причиной которого явились сложные погодные условия и затопление долины немцами.

### После бомбардировки

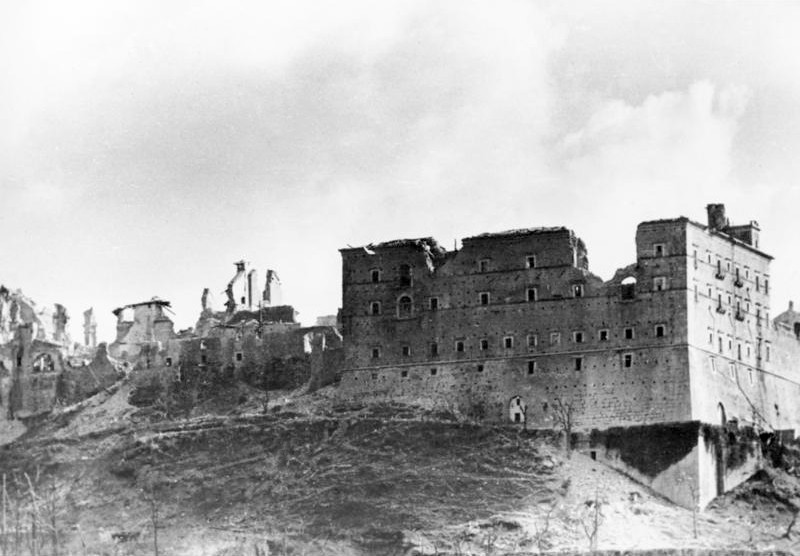
Разрушенное аббатство

Папа Пий XII официально не отреагировал на бомбардировку, однако кардинал Луиджи Мальоне, его секретарь, прямо сказал Гарольду Титтману, американскому дипломату в Ватикане, что бомбардировка явилась «грубейшей ошибкой… актом величайшей глупости.»
Из всех последующих расследований несомненно вытекало лишь то, что единственными пострадавшими при бомбёжке оказались итальянские мирные жители, искавшие убежища в аббатстве. Нет свидетельств о том, что бомбы, сброшенные в тот день на монастырь Монте-Кассино, убили немецких солдат на позициях возле аббатства. Между тем часть бомб разорвалась на других немецких позициях, а также на позициях союзников — бомбардировщики шли на большой высоте и точность попадания была невелика (по более поздним оценкам, в монастырь попало только 10 % от всего количества сброшенных бомб). В частности, шестнадцать бомб упало на позиции 5-й армии в Презенцано, в 27 км от Монте-Кассино. Они разорвались в нескольких ярдах от фургона, где, сидя за столом, работал над документами генерал Кларк.
На следующий день после бомбёжки большая часть уцелевших мирных жителей покинула руины монастыря. Осталось лишь около 40 человек: шесть монахов, выживших в глубоких подземельях аббатства, их старый аббат, Джорджио Диамаре, три семьи фермеров-арендаторов, осиротевшие или покинутые дети, а также тяжелораненые и умирающие. После возобновления атак (в частности, артобстрелов) все, кто мог двигаться, решили покинуть разрушенное аббатство.
Известно, что у немцев было соглашение с монахами: солдаты не могли использовать аббатство в военных целях до тех пор, пока в нём находятся монахи. Поэтому после бомбёжек и ухода монахов из руин аббатства войска 1-й германской парашютной дивизии немедленно заняли развалины монастыря, превратив их в мощное оборонительное укрепление и наблюдательный пост. Таким образом, бомбардировка аббатства привела лишь к созданию дополнительного препятствия на пути союзных войск и лишним жертвам среди наступающих солдат.

### Ход сражения

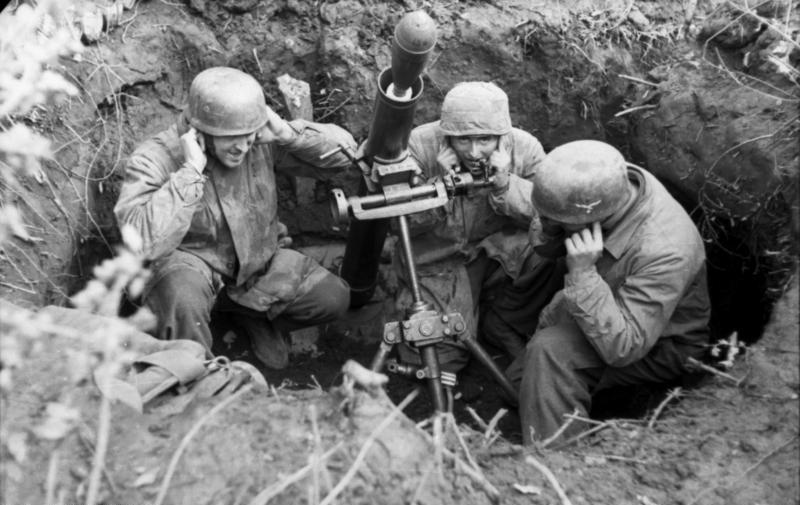
Германские парашютисты-миномётчики в бою под Монте-Кассино (1944)

В ночь после разрушения аббатства рота солдат из состава 1-го батальона Королевского сассекского полка, покинув свои позиции у «Снейксхед Ридж», атаковала высоту 593, имеющую важное значение для наступающих. Атака провалилась, рота потеряла около половины своего состава.
На следующую ночь Сассекскому полку было приказано возобновить атаку, но уже силами батальона. Уже начало наступления было неудачным: артиллерию нельзя было использовать для обстрела высоты из-за близости собственных позиций, то есть возможности по ошибке обстрелять свои же войска. Из-за этого был запланирован обстрел высоты 575, откуда немцы осуществляли огневую поддержку оборонявшимся на высоте 593. Однако из-за топографических особенностей местности снаряды, выпущенные в сторону высоты 575, пролетали очень низко над «Снейксхед Ридж», поэтому из-за естественного разброса во время артобстрела несколько снарядов упали на готовящиеся к атаке роты союзников. После реорганизации, в полночь, началось наступление. Сражение было кровавым, местами дело доходило до рукопашных схваток, однако германская оборона выдержала и наступление батальона было отбито. Как и в предыдущей атаке, потери достигли порядка 50 % личного состава. За две ночи Сассекский полк потерял 12 из 15 офицеров и 162 из 313 солдат, участвовавших в наступлении.

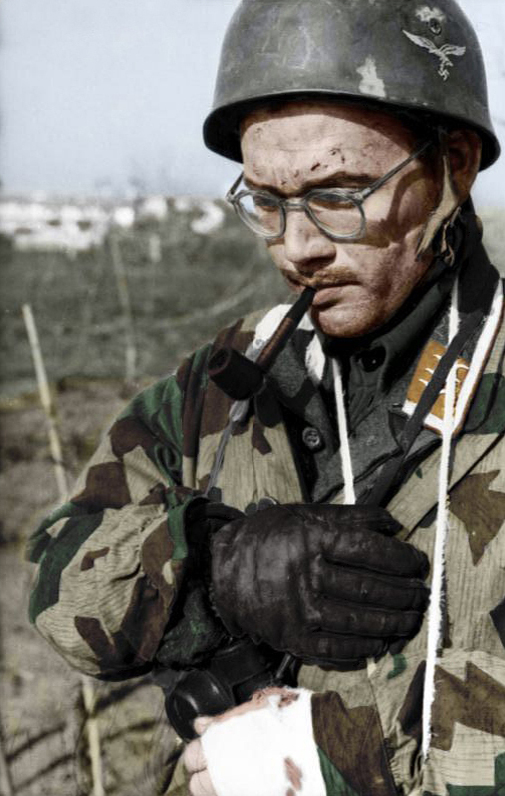
Немецкий парашютист под Монте-Кассино, Италия, 1944

Ночью 17 февраля началось основное наступление. 4-й батальон Раджпутанского стрелкового полка должен был захватить высоту 593, а Сассекский полк, уже порядком истощённый после прошлых попыток взять эту высоту, остался в резерве, чтобы в случае успеха индусов пройти через их боевые порядки и атаковать высоту 444. В то же время солдаты 1-го батальона 2-го и 1-го батальона 9-го гуркхских полков должны были через горные склоны и ущелья пойти в прямую атаку на монастырь. Командование сознавало, что солдатам предстоит пересечь очень сложную гористую местность, но оно возлагало надежды на то, что гуркхи, как солдаты, привычные к гористой местности, смогут успешно пройти к монастырю. Надежды оказались пустыми: войска не продвинулись вперёд, они лишь понесли тяжёлые потери. Раджпутанский полк потерял 196, 1-й батальон 9-го полка — 149, а 1-й батальон 2-го полка — 96 человек. Стало ясно, что наступление провалилось, и 18 февраля Димолин и Фрейберг приказали прекратить наступление на монастырскую гору.
На другом участке две роты из состава 28-го батальона 2-й новозеландской пехотной дивизии форсировали реку Рапидо и захватили железнодорожную станцию в городе Кассино. Однако им не удалось навести мост до рассвета, поэтому войска у станции остались без поддержки бронетанковых частей. Под покровом постоянной дымовой завесы, создаваемой союзной артиллерией, новозеландским войскам, захватившим станцию, удалось продержаться большую часть дня и не пострадать от атак немецкой артиллерии. Однако 18 февраля, когда началась германская танковая контратака, изолированные войска без поддержки танков и противотанковых орудий оказались беззащитными. Вскоре, после того, как командование убедилось в неудаче наступления на других участках, новозеландским войскам было приказано возвращаться назад, к реке.
Между тем, как оказалось, союзники были близки к победе. Немцы были очень встревожены захватом станции на их берегу Рапидо и, как показал позже записанный разговор между Кессельрингом и командующим 10-й армией фон Фитингхоффом, они не ожидали, что их контратака увенчается успехом.

## Третье сражение (операция «Эвенджер»)

Третье сражение: план операции

### Планирование
При планировании операции союзные военачальники пришли к выводу, что пока стоит зимняя погода, пересечение Рапидо в его нижнем течении является далеко не лучшей идеей (что было подтверждено в двух предыдущих сражениях). «Удар крюком» с гор на правом фланге тоже обернулся неудачей, за которую было заплачено дорогой ценой, поэтому на этот раз было принято решение нанести двойной удар с северного направления: одновременно на укреплённый город Кассино и на монастырскую гору. Идея операции заключалась в пробивании коридора между этими двумя целями и последующим выходом к железнодорожной станции на юге (а значит, выходом к долине Лири). После этого 78-я британская пехотная дивизия, которая прибыла к месту боёв в конце февраля и была передана под командование новозеландского корпуса, должна была пересечь реку Рапидо южнее Кассино и начать своё продвижение на Рим.
Ни один из командиров Союзников не был рад плану, но все надеялись на то, что всё сработает после небывало мощной запланированной бомбардировки с воздуха. Чтобы провести операцию, требовалось три ясных дня. Из-за плохой погоды в течение двадцати одного дня наступление откладывалось и войска пережидали всё это время сидя в холодных и мокрых позициях. Дополнительным неприятным обстоятельством явилась потеря генерал-майора Киппенбергера, командующего 2-й новозеландской дивизией: он подорвался на противопехотной мине и потерял обе ноги. На посту его сменил бригадир Грэхэм Паркинсон. Приятной новостью перед наступлением явилось то, что германская контратака у Анцио провалилась.

### Ход сражения
Третье сражение началось 15 марта. После того как, начиная с 8:30 утра, в течение трёх с половиной часов на германские позиции было сброшено 750 тонн бомб с замедленным действием, новозеландцы под прикрытием артиллерии пошли в наступление. Успех наступления зависел от того, насколько удачно будет использован парализующий эффект от бомбардировки. Обороняющиеся, однако, достаточно быстро пришли в себя и их оборона сплотилась, к тому же техника союзников была задержана из-за преодоления воронок от бомб.
Определённый успех, всё же, был достигнут; но всё равно, к вечеру, когда был отдан приказ на наступление на левом фланге, было уже слишком поздно: немцы смогли реорганизовать свою оборону и, что ещё хуже, несмотря на все прогнозы, снова начался ливень. Потоки воды заполнили воронки от бомб, превращая перепаханную местность в болото и портя радиосвязь: из-за затопления многие радиостанции «коротило». Тучи также полностью скрыли луну, и союзникам пришлось расчищать себе дорогу в полной темноте. На правом фланге новозеландцы захватили замковый холм и высоту 165. Как и было запланировано, части 4-й индийской пехотной дивизии, теперь возглавляемой генерал-майором Александром Гэлоуэем, атаковали высоту 236, а оттуда и высоту 435, известную как «Хэнгмэнс Хилл» («Холм палачей»). По ошибке отделение из 9-го гуркхского полка вышло на дорогу, обходящую 236-ю высоту — оно захватило высоту 435, в то время как атака 6-го гуркхского полка на высоту 236 была отбита.
К концу 17 марта положение союзных войск улучшилось. Батальон гуркхов удерживал «Хэнгмэнс Хилл», находящуюся в 250 м от монастыря (несмотря на то, что их линии снабжения простреливались с германских позиций на высоте 236 и с северной части города) и, хотя город всё ещё ожесточённо оборонялся, новозеландцам и союзной бронетехнике удалось пройти через узкий коридор и занять железнодорожную станцию. Однако немцы всё ещё были способны подкреплять свои войска в городе, кроме того они регулярно посылали своих снайперов занимать позиции в тех частях города, которые считались союзниками очищенными от германских войск.
На 19 марта был запланирован решающий удар в городе и в районе аббатства, в том числе была запланирована неожиданная танковая атака. Танки 20-й бронетанковой бригады должны были пройти по проходу от Каиро до фермы Альбанета (который был расчищен военными инженерами под покровом темноты), а оттуда повернуть в сторону аббатства. Однако неожиданно сильная контратака войск 1-й германской парашютной дивизии на замковый холм расстроила все планы союзников: наступать на монастырь с замкового холма и «Хэнгмэнс Хилл» стало невозможно, а танковая атака, не имевшая пехотной поддержки, была отбита к полудню. В городе союзникам не удалось продвинуться достаточно далеко, и инициатива перешла к немцам, чьи позиции возле замкового холма, являвшиеся воротами к укреплениям на монастырском холме, окончательно уничтожили все надежды на ранний успех действий союзников.
20 марта Фрейберг ввёл части 78-й пехотной дивизии в бой. Этим планировалось достигнуть несколько целей: направить больше войск в город для того, чтобы немецкие войска не возвращались больше на зачищенные участки в городе, и за тем, чтобы укрепить замковый холм. Последняя мера позволила бы войскам блокировать два прохода между замковым холмом и высотами 175 и 165 — через эти проходы немцы снабжали свои войска в городе. Весь день 21 марта союзные командиры чувствовали, что удача близко, однако немецкие солдаты отбились. Атака на высоту 445, целью которой было перерезание снабжения немцев, была с трудом, но отбита, в то время, как в городе успехи союзников были ограничены лишь медленным продвижением, дом за домом.
23 марта Александер встретился со своими командирами. Для командиров было очевидно, что новозеландская и индийская дивизии были истощены и измотаны до предела. Фрейберг был убеждён в том, что сражение больше не сможет успешно продолжаться и отозвал наступление. 1-я парашютная германская дивизия, через несколько недель после сражения описанная Александером как «лучшая дивизия в германской армии», сильно пострадала, но в конечном счёте, одержала победу.

### Последствия
Последующие три дня были потрачены на выравнивание фронта, вывод изолированных гуркхов с холма «Хэнгмэн» и отделения из 24-го новозеландского батальона с высоты 202, где солдаты также находились в изоляции. Союзники провели перегруппировку войск: истощённые в боях 4-я индийская и 2-я новозеландская дивизии были выведены, их позиции в горах заняла 78-я британская дивизия, а в городе — британская гвардейская дивизия. Индийцы потеряли в боях 3000 человек, новозеландцы — 1600 (включая пропавших без вести и раненых).
Обороняющиеся германские войска также понесли тяжёлые потери. Военный дневник германского 14-го корпуса фиксирует тот факт, что после сражения численность батальонов корпуса составляла от 40 до 120 человек.

## Последнее сражение (операция «Диадема»)

### Стратегия Александера
Стратегия генерала Александера состояла в том, чтобы

«…вынудить противника стянуть максимальное количество дивизий в Италию к тому времени, когда начнётся высадка в Нормандии.»

Обстоятельства позволили Александеру выделить время для того, чтобы достичь этой цели. В его планах было выдвижение основных соединений 8-й британской армии под командованием генерала Оливера Лиза из района Адриатики через горный хребет посреди Апеннинского полуострова в район Кассино. Здесь, совместно с 5-й армией США, 8-я армия должна была атаковать вражеские позиции между Кассино и морем. 5-я армия (2-й корпус США и Французский экспедиционный корпус) нанесёт удар на левом, а 8-я армия (13-й британский корпус и 2-й польский корпус) на правом фланге. С наступлением весны погода и состояние местности, на которой приходилось воевать, улучшились, стало возможным эффективно задействовать большие количества войск и бронетехники.

### Планы и приготовления

Четвёртое сражение: план операции

Согласно плану операции, 2-й корпус США должен был нанести удар на левом фланге вдоль побережья, по направлению шоссе № 7, ведущего к Риму. Справа от него французский корпус должен был атаковать с моста через Гарильяно, наведённого 10-м корпусом ещё во время первого сражения в январе, по направлению к горам Аурунци, отделяющих долину Лири от прибрежной равнины. В центре, ближе к правому флангу, было предусмотрено наступление 13-го английского корпуса через долину Лири, в то время как на правом фланге 2-й Польский корпус, под командованием генерал-лейтенанта Владислава Андерса, покинувший 78-ю дивизию в горах возле Кассино, попытается выполнить задание, которое не удалось выполнить 4-й индийской дивизии в предыдущем сражении: отрезать монастырь от сообщения с внешним миром и обойти аббатство для того, чтобы соединиться с наступательным порывом 13-го корпуса и блокировать войска, находящиеся в монастыре.
Возлагались надежды на то, что, будучи бо́льшим по размерам соединением, чем 4-я дивизия, польский корпус лишит обороняющихся немцев возможности оказывать огневую поддержку своим позициям. Улучшившиеся погодные условия, состояние местности и снабжение войск также были положительными факторами. Как и в предыдущих сражениях, манёвр по окружению рассматривался союзниками как ключ к успеху. 1-й канадский корпус был оставлен в резерве для развития успеха при прорыве. После разгрома 10-й немецкой армии 6-й американский корпус под Анцио должен был совершить прорыв в районе побережья, чтобы отрезать отступающие германские войска у гор Албани.
Перегруппировка войск, необходимая для проведения операции, заняла два месяца. Войска перемещались небольшими группами для того, чтобы не вызвать подозрений у врага и обеспечить внезапность удара. 36-я дивизия США была направлена на учения, на которых отрабатывались принципы морской военно-десантной операции, а в эфир были запущены специальные дезинформирующие сигналы, указывающие на то, что запланирована высадка союзников севернее Рима. Таким образом союзники стремились удержать немецкие резервы подальше от «линии Густава». На переднем крае войска передвигались только под покровом темноты, а механизированные соединения, выдвигавшиеся с адриатического побережья, оставляли за собой макеты танков и бронетехники, чтобы германская разведка с воздуха не заметила перемен. Обманные действия имели успех: ещё на второй день последнего сражения за Монте-Кассино Кессельринг полагал, что против немцев воюют шесть дивизий союзников. На самом деле их было тринадцать.

### Ход сражения
Первое наступление на Кассино (11—12 мая) началось в 23:00 с массивной бомбардировки, в которой участвовали 1,000 орудий 8-й армии и 600 орудий 5-й армии. В целом, в сражении участвовали 13 дивизий и 8 отдельных бригад (британских, американских, польских, новозеландских, южноафриканских и французских соединений). Через полтора часа после начала бомбардировки началось наступление войск во всех четырёх секторах.
К рассвету 2-й американский корпус мало продвинулся вперёд, но войска французского экспедиционного корпуса и части 5-й американской армии выполнили свои боевые задачи и начали продвигаться в горах Аурунци. На левом фланге, где перед французским корпусом генерала Жюэна, состоявшим из четырёх дивизий, стояла только одна германская дивизия, германские позиции были прорваны и французский корпус начал продвигаться по направлению к 8-й армии, уничтожая позиции немецких войск находившиеся в зазоре.
На участке наступления 8-й армии 13-й корпус, преодолев сильное сопротивление, пересёк реку Рапидо силами 4-й пехотной дивизии и 8-й индийской дивизии. Критическим моментом явилось то, что военные инженеры 8-й дивизии под командованием Дадли Рассела сумели к утру навести мост через реку, позволив таким образом бронетехнике 1-й канадской бронетанковой бригады пересечь реку и отбить контратаки германских танков (чего не хватало американцам в первом и новозеландцам во втором сражениях). За три дня боёв в горах над Кассино польская пехота, понеся тяжёлые потери, незначительно продвинулась вперёд. Серьёзные потери при этом понесли и обороняющиеся немцы: полковник Хайльман из 4-го парашютного полка позже назвал происходящее там «миниатюрным Верденом». До сих пор героизм, проявленный польскими солдатами в тех боях, является предметом национальной гордости польского народа.
К полудню 12 мая союзным войскам на вражеском берегу Рапидо удалось укрепиться и продвинуться вперёд, несмотря на ожесточённое германское сопротивление и контратаки. К 13 мая напряжение на фронте начало спадать: на правом фланге германские войска начали уступать натиску 5-й армии, открывая ей дорогу для продвижения вглубь немецких позиций. Французский корпус захватил Монте-Майо и теперь смог прикрывать с фланга и оказывать материальное содействие 8-й армии, против которой Кессельринг бросил все имеющиеся у него резервы. Таким образом Кессельринг надеялся выиграть время, необходимое для того, чтобы отойти на вторую приготовленную германскую оборонительную позицию — «Линию Гитлера», находящуюся в 13 км к югу. 14 мая марокканские гумьеры пересекли горный хребет параллельно долине Лири и обошли германские укрепления с фланга, оказывая поддержку 13-му корпусу, сражающемуся в долине. Место перехода гумьеров не оборонялось, так как немцы считали, что пересечение войсками подобной местности невозможно.

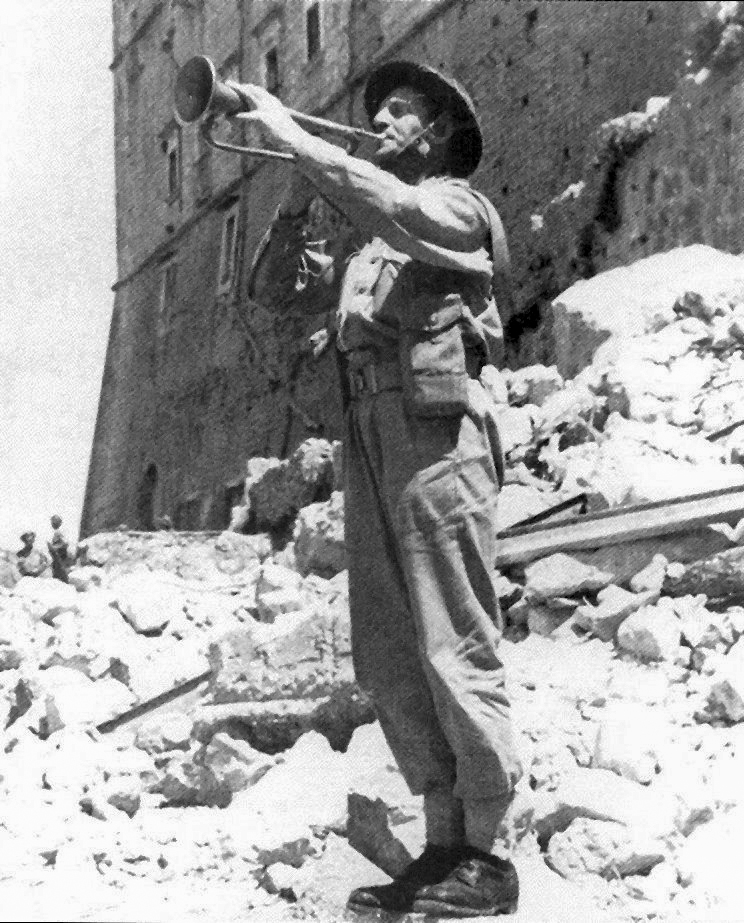
Польский горнист капрал Эмиль Чех трубит в честь отхода германских войск,
18 мая 1944 года

Германская парашютная дивизия в Монте-Кассино оказалась под угрозой окружения и в ночь на 17 мая немцы покинули аббатство. Когда утром 18 мая разведывательный дозор польского 12-го полка подольских улан вошёл в аббатство, там оставались лишь 30 раненых немецких солдат. Поляки подняли польский и британский флаги над руинами монастыря.

### Линия Гитлера
Части 8-й армии продвинулись через долину Лири и подошли к оборонительной «линии Гитлера». К ней же подошли соединения 5-й армии, двигавшиеся вдоль побережья. Линия эта незадолго до её штурма по настоянию Гитлера была переименована в «линию Зенгера», чтобы таким образом принизить в глазах общественности её значение, если линия будет прорвана. Поспешная атака не удалась и 8-я армия решила потратить несколько дней для реорганизации. Несколько дней также заняла основная работа: провести 20 000 единиц бронетехники и 2000 танков через разрушенные укрепления «линии Густава».
Следующая атака началась 23 мая: на правом фланге польский корпус атаковал Пьедимонте (который защищала окопавшаяся 1-я парашютная дивизия), в центре наступала 1-я канадская пехотная дивизия (из резерва 8-й армии). 24 мая канадцы прорвали линию и 5-я канадская бронетанковая дивизия была введена в прорыв. 25 мая поляки взяли Пьедимонте и линия укреплений рухнула. Дорога на Рим и далее на север была открыта.

## Последствия

### Перелом у Анцио
23 мая, когда канадцы и поляки пошли в атаку у Кассино, на побережье в районе Анцио генерал Люциан Траскотт, сменивший генерал-лейтенанта Джона Лукаса на посту командующего 6-м американским корпусом, организовал две продолжительные атаки, задействовав пять из семи дивизий, находившихся на побережье. 14-я немецкая армия, оставшаяся без танковых частей (Кессельринг перебросил их в район Кассино для помощи 10-й армии), оказалась не в состоянии сопротивляться натиску противника. Единственная танковая дивизия, 26-я, была в дороге от места дислокации севернее Рима, куда она была ранее направлена, чтобы отразить несуществующую высадку со стороны моря — обман сработал, и германская 26-я дивизия ничем не смогла помочь своей 14-й армии.

### Кларк захватывает Рим, но упускает 10-ю германскую армию
К 25 мая соединения 10-й армии вермахта поспешно отступали, и части 6-го американского корпуса двигались, как и было запланировано, на восток, чтобы отрезать немцам пути к отступлению. К следующему дню 6-й корпус должен был выйти к путям отступления немцев, и 10-я армия, вместе со всеми резервами Кессельринга, оказалась бы в ловушке. Однако в этот момент генерал Кларк отдал командующему 6-м корпусом Люциану Траскотту совершенно неожиданный приказ: продвигаться не в северо-восточном направлении на Вальмонтоне, по 6-му шоссе, а в северо-западном — прямо на Рим. Причины, побудившие Кларка принять такое решение, до сих пор не ясны, и существует много противоречивых теорий, объясняющих происходившее. Большинство исследователей указывают в качестве причины такого решения на амбиции Кларка — желание быть первым, кто войдёт в Рим. Между тем многие объясняют тот приказ желанием дать уставшим войскам столь необходимый им отдых (несмотря на то, что при наступлении по новому направлению войскам пришлось идти в лобовую атаку на линию Цезаря — последнюю цепь немецких укреплений перед Римом).
Траскотт писал позднее в своих мемуарах, что «Кларк опасался того, что англичане вынашивают секретные планы, цель которых — первыми быть в Риме». Это утверждение частично подтверждается записями самого Кларка. Однако ещё до сражения Александер указал каждой армии участок, на котором ей предстояло воевать, тогда же было оговорено, что Рим будет брать 5-я армия. 8-й армии постоянно напоминали, что её задача — максимально вовлечь в сражения 10-ю армию, уничтожить как можно больше её соединений, а потом, обойдя Рим, продолжить продвижение на север (что, фактически, 8-я армия и делала, преследуя отступающую 10-ю армию на протяжении 360 км вплоть до Перуджи).
На тот момент Траскотт был шокирован, он позднее писал:

«… Я был ошеломлён. Было не время для того, чтобы идти на северо-запад, где враг всё ещё был силён; нам надо было направить нашу максимальную мощь на Вальмонтоне, чтобы обеспечить уничтожение отступающей германской армии. Я бы не исполнил приказ, предварительно не поговорив лично с генералом Кларком. … (однако) его не было на побережье высадки и даже нельзя было найти через радиосвязь. …таков был этот приказ, свернувший основное усилие войск в направлении Вальмонтоне и предотвративший уничтожение 10-й германской армии. 26 мая приказ был исполнен.»
Оригинальный текст (англ.)«...I was dumbfounded. This was no time to drive to the north-west where the enemy was still strong; we should pour our maximum power into the Valmontone Gap to insure the destruction of the retreating German Army. I would not comply with the order without first talking to General Clark in person. ... [However] he was not on the beachhead and could not be reached even by radio. ... such was the order that turned the main effort of the beachhead forces from the Valmontone Gap and prevented destuction of the German Tenth Army. On the 26th the order was put into effect.»

Он продолжал:

«У меня никогда не было сомнения в том, что если бы генерал Кларк остался верен инструкциям генерала Александера, если бы он не изменил 26 мая направление моего наступления на северо-восток, то все стратегические цели, поставленные перед высадкой войск у Анцио, были бы полностью достигнуты. Честь первым войти в Рим была плохой компенсацией за эту утерянную возможность.»
Оригинальный текст (англ.)«There has never been any doubt in my mind that had General Clark held loyally to General Alexander’s instructions, he had not changed the direction of my attack to the north-west on May 26, the strategic objectives of Anzio would have been accomplished in full. To be first in Rome was a poor compensation for this lost opportunity”.»

Благоприятная возможность была упущена и семь дивизий 10-й армии смогли добраться до следующей линии германской обороны — «линии Тразимене», где они, соединившись с 14-й армией, начали организованный отход с боями к мощной оборонительной «Готской линии», к северу от Флоренции.
Рим был объявлен «открытым городом»: все германские войска покинули его, отступили на север Италии. В 19 часов 4 июня 1944 года в «Вечный город» вошла 88-я пехотная дивизия США, а через два дня началась высадка англо-американских войск в Нормандии.

### Эвакуация аббатства
В ходе боёв древнее аббатство Монте-Кассино, где Бенедикт Нурсийский сформулировал каноны западного монашества, было полностью разрушено налётами ВВС США (это был не первый случай разрушения данного монастыря: более тысячи лет назад, в 883 году, он был разрушен сарацинами, а позже его захватывали по меньшей мере, ещё дважды, причём в один раз монастырь брала армия Наполеона). До начала сражений германский генерал-полковник Юлиус Шлегель организовал эвакуацию монастырской библиотеки (состоящей из приблизительно 1200 документов и книг, включающих в себя манускрипты Цицерона, Горация, Вергилия и Сенеки) и других художественных ценностей (включающих в себя работы Тициана, Тинторетто, Гирландайо и Леонардо да Винчи) в Ватикан, чтобы спасти все эти ценности от возможного уничтожения.

### «Мароккинат»
По некоторым данным, на следующий день после битвы, марокканские гумьеры из состава Французского Экспедиционного Корпуса начали бродить по прилежащим холмам, бесчинствуя и грабя местные сёла. В отношении местного населения были совершены множественные преступления, включавшие изнасилования (в том числе мальчиков), грабежи, разбой, убийства и пытки. Эти преступления стали известны в Италии под названием «мароккинат» — «действия, совершённые марокканцами». Фрагментарно эти события отражены в фильме Витторио Де Сика «Чочара».
Тем не менее другие источники, в том числе французский маршал Жан Жозеф Мари Габриэль де Латр де Тассиньи, заявляют о том, что такие случаи были единичными явлениями, которые были использованы германской пропагандой с целью опорочить силы антигитлеровской коалиции и в частности французские войска, которые проявили большую храбрость в этой битве.

### Войтек
Вероятно, самым необычным из множества солдат, воевавших под Монте-Кассино, был медведь по имени Войтек. Солдаты 22-й роты снабжения артиллерии из состава 2-го Польского корпуса подобрали его ещё при реорганизации корпуса в иранском Пехлеви. Медведь был обучен подносить артиллерийские снаряды во время боя.

### Увековечивание памяти, мемориалы

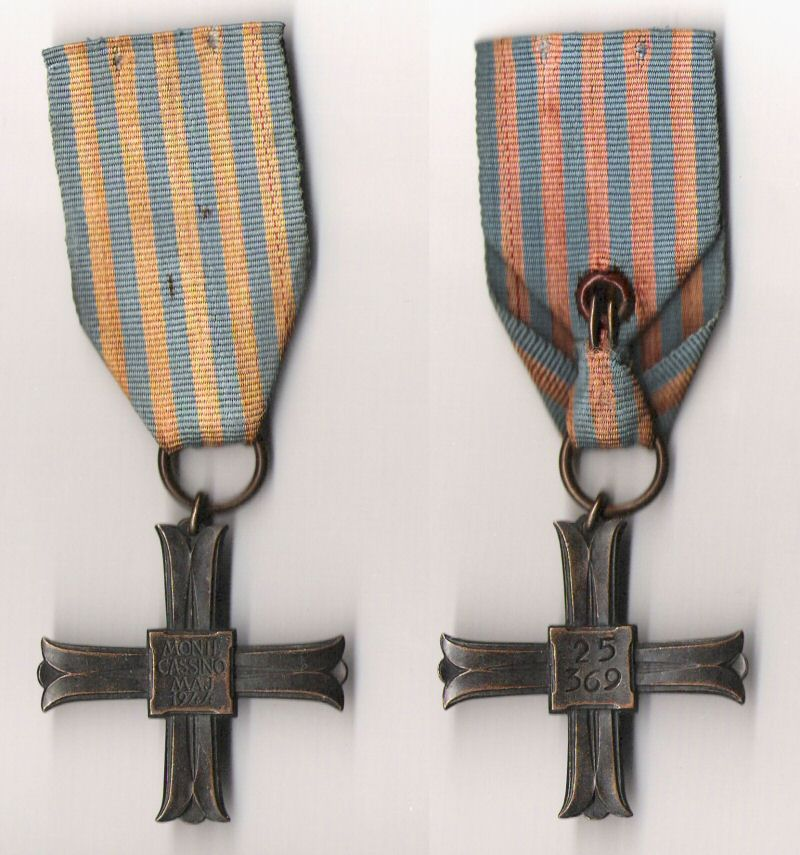
Крест Монте-Кассино, польская награда

- Практически сразу же после прекращения боёв у Монте-Кассино польское правительство в изгнании выпустило награду — «Крест Монте-Кассино», чтобы оценить таким образом заслуги польских войск в захвате важнейшей точки в немецкой обороне. В то же время польский поэт Феликс Конарский, участвовавший в тех боях, под впечатлением от увиденного написал знаменитую песню «Красные маки на Монте-Кассино» — своеобразный гимн польским солдатам, воевавшим там. Позднее возле монастыря было заложено польское кладбище; оно хорошо видно любому, кто осматривает окрестности с высоты восстановленного монастыря.
- На военном кладбище стран Содружества наций покоятся павшие в боях британские, новозеландские, канадские, индийские, южноафриканские и гуркхские солдаты. Французское и итальянское кладбища расположены на шоссе #6 в долине Лири, американское — в Анцио. Немецкое военное кладбище находится примерно в 3 км к северу от Кассино, в долине Рапидо.
- В 2006 году в Риме был открыт мемориал, увековечивающий память солдат союзных войск, погибших в боях за освобождение города.[45]
- Событиям при Монте-Кассино посвящена песня «Union (Slopes of St.Benedict)» группы Sabaton.
- Маки под Монте-Кассино стали темой одного из куплетов песни Александра Галича «Баллада о Вечном огне» (1968).

## Видео
- The Battle for Monte Cassino (недоступная ссылка) (англ.)
- La Battaglia di Monte Cassino (итал.)
- Monte Cassino Battle ww2 (итал.)
- Bombing of Monte Cassino 1944 (итал.)